# Simón Ramírez Fernández
Simón Ramírez Fernández (Alcázar de San Juan, Ciudad Real; 27 de agosto de 1932 - Madrid, 25 de octubre de 1995) fue un locutor, actor y director de doblaje español.

## Trayectoria
Comenzó en la profesión a través de la radio, debutando en 1954 con el doblaje de La guerra de los mundos de Byron Haskin. Es conocido principalmente por doblar a Sean Connery en las 5 primeras películas de James Bond y en Supergolpe en Manhattan. Entre sus extensa carrera como actor de doblaje también prestó su grave y aterciopelada voz a Dennis Weaver en la Road Movie y clásico del suspense El diablo sobre ruedas, del debutante Steven Spielberg, a Robert De Niro en el gran clásico de Sergio Leone Érase una vez en América, Robert Redford en El gran Gatsby, Richard Attenborough en La gran evasión y a James Stewart en Anatomía de un asesinato, entre muchos otros actores como Henry Fonda, Kirk Douglas, Paul Newman, Gary Cooper, Gregory Peck, Peter Sellers, Tony Curtis, Cary Grant, William Holden, etc.
Ramírez también fue actor de imagen en diversas ocasiones, apareciendo en títulos de cine español de los 60, como Historias de la televisión o Tres de la Cruz Roja junto a José Luis López Vázquez y Mas bonita que ninguna.
También intervino en series de animación como Los trotamúsicos, doblando al malvado Chef, y en Barrio Sésamo doblando a Blas.

### Fallecimiento
Falleció en Madrid el 25 de octubre de 1995, a la edad de 63 años, como consecuencia de un infarto repentino. Con su desaparición se fue una de las grandes y más versátiles voces del doblaje en España.[cita requerida]
Estaba casado con Marta Ariza y tenía 2 hijos: Marta Ramírez Ariza y Javier San Sebastián.

## Filmografía
| Películas | Películas                                   | Películas   | Películas      |
| Año       | Título                                      | Papel       | Actor original |
| --------- | ------------------------------------------- | ----------- | -------------- |
| 1992      | Schneewittchen und das Geheimnis der Zwerge | Desconocido | Desconocido    |

### Televisión
| Series de televisión | Series de televisión | Series de televisión | Series de televisión | Series de televisión |
| Año                  | Título               | Papel                | Actor original       | Aparición            |
| -------------------- | -------------------- | -------------------- | -------------------- | -------------------- |
| 1993                 | Aventuras en África  | Sam Dutton           | Robert Mitchum       | —                    |
| 1993                 | Doctor en Alaska     | Gustav Vincoeur      | John Cullum          | —                    |
| 1994                 | Hart y Hart          | Victor Shell         | Sandy Ward           | Un episodio          |